# Terence Stamp

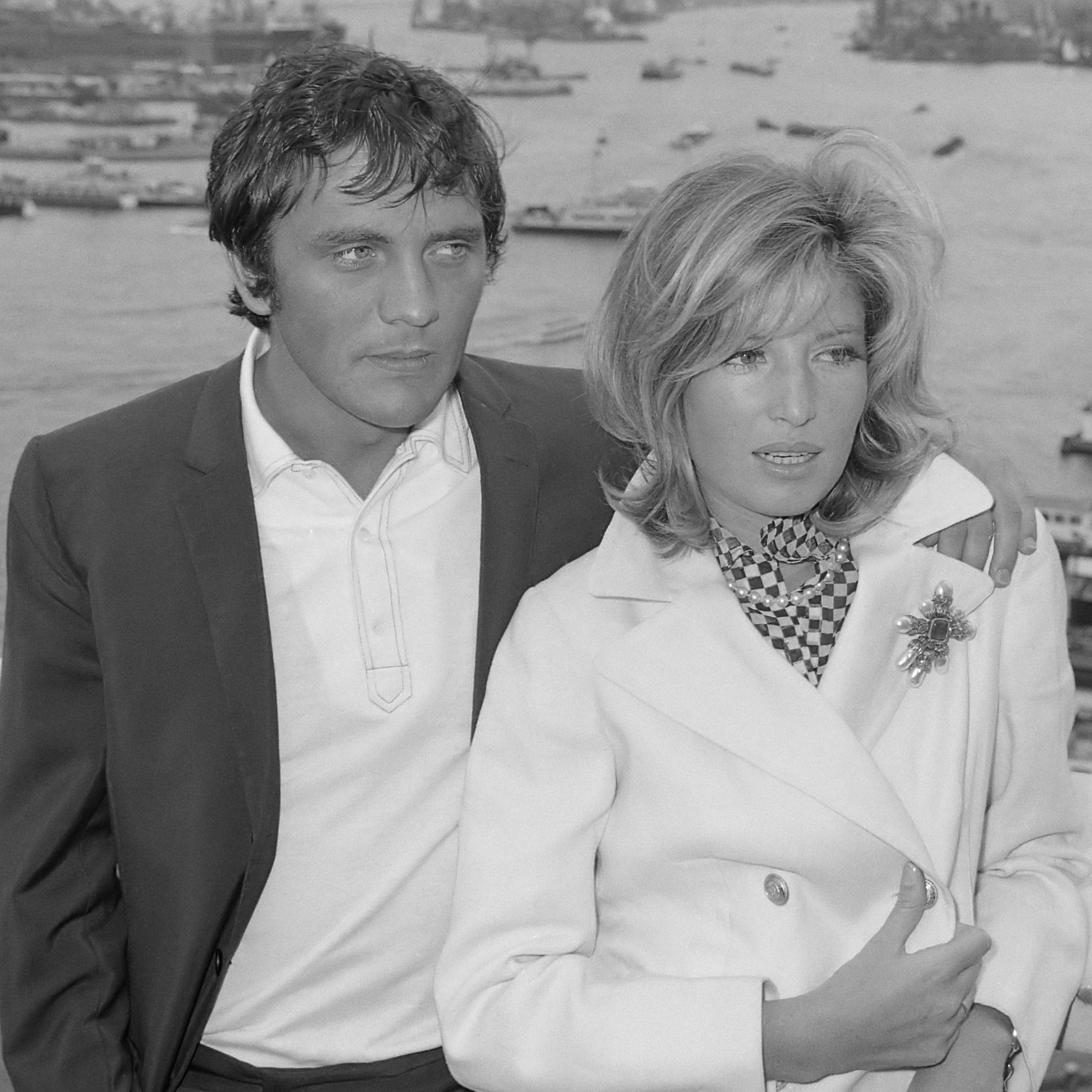
Terence Stamp en Monica Vitti (1965)

Terence Henry Stamp (Londen, 22 juli 1938 – 17 augustus 2025) was een Brits acteur. Hij werd in 1963 genomineerd voor een Academy Award voor Billy Budd. Hij won daadwerkelijk een Golden Globe in 1963 voor meest veelbelovende nieuwkomer, de prijs voor beste acteur op het Filmfestival van Cannes 1965 voor The Collector en een Golden Satellite Award in 1994 voor beste acteur in een dramafilm voor The Adventures of Priscilla, Queen of the Desert.
Stamp maakte in 1962 zijn film- en acteerdebuut als Mitchell in de dramafilm Term of Trial. Sindsdien was hij in meer dan vijftig rollen op het witte doek te zien. Hoewel filmtitels het overgrote deel van zijn cv vullen, speelde hij ook verschillende keren terugkerende rollen in televisieseries. Zo was hij van 2003 tot en met 2011 herhaaldelijk te zien als Supermans biologische vader Jor-El in Smallville. Voor Stamp geen compleet nieuw terrein, aangezien hij ook in de films Superman (1978) en Superman II (1980) te zien was. Daarin speelde hij niet Jor-El, maar opponent General Zod.
Stamp trouwde in december 2002 met Elizabeth O'Rourke, maar hun huwelijk liep in april 2008 definitief stuk.
Stamp overleed op 17 augustus 2025 op 87-jarige leeftijd.

## Filmografie
*Exclusief televisiefilms
| - Murder Mystery (2019) - Viking Destiny (2018) - Crooked House (2017) - Bitter Harvest (2017) - Miss Peregrine's Home for Peculiar Children (2016) - Crow (2016) - Big Eyes (2014) - The Art of the Steal (2013) - Song for Marion (2012) - The Adjustment Bureau (2011) - Ultramarines: A Warhammer 40,000 Movie (2010, stem) - Valkyrie (2008) - Yes Man (2008) - Flowers and Weeds (2008) - Get Smart (2008) - Wanted (2008) - 9/11: The Twin Towers (2006, stem) - These Foolish Things (2006) - September Dawn (2006) - Elektra (2005) - Dead Fish (2004) - The Haunted Mansion (2003) - The Kiss (2003) - My Boss's Daughter (2003) - Full Frontal (2002) - Revelation (2001) - Ma femme est une actrice (2001, ook wel My Wife Is an Actress) - Red Planet (2000) - Kiss the Sky (1999) - Bowfinger (1999) - Star Wars: Episode I: The Phantom Menace (1999) - The Limey (1999) - Bliss (1997) - Love Walked In (1997) - Tiré à part (1996, ook wel Limited Edition') |  | - The Adventures of Priscilla, Queen of the Desert (1994) - The Real McCoy (1993) - Beltenebros (1991) - Genuine Risk (1990) - Alien Nation (1988) - Young Guns (1988) - Wall Street (1987) - The Sicilian (1987) - Hud (1986, ook wel Vilde, the Wild One) - Legal Eagles (1986) - Link (1986) - The Company of Wolves (1984) - The Hit (1984) - Morte in Vaticano (1982, ook wel Vatican Conspiracy) - Misterio en la isla de los monstruos (1981, ook wel Monster Island) - Superman II (1980) - Amo non amo (1979, ook wel I Love You, I Love You Not) - Meetings with Remarkable Men (1979) - Superman (1978) - Black-Out (1977) - Striptease (1976) - Divina creatura (1975, ook wel The Divine Nymph) - Hu-Man (1975) - The Mind of Mr. Soames (1970) - Una stagione all'inferno (1970, ook wel A Season in Hell) - Teorema (1968, ook wel Theorem) - Histoires extraordinaires (1968, anthologiefilm, episode Toby Dammit) - Blue (1968) - Poor Cow (1967) - Far from the Madding Crowd (1967) - Modesty Blaise (1966) - The Collector (1965) - Billy Budd (1962) - Term of Trial (1962) |

## Televisieseries
*Exclusief eenmalige gastrollen
- Smallville - Jor-El (2003-2011, 23 afleveringen)
- The Hunger -  host (1997-1998, 22 afleveringen)
- Chessgame - David Audley (1983, zes afleveringen)

- Bibsys: 90830838
- Biblioteca Nacional de España: XX1082220
- Bibliothèque nationale de France: cb13900011s (data)
- Catàleg d'autoritats de noms i títols de Catalunya: 981058612681206706
- CiNii: DA19983241
- Gemeinsame Normdatei: 118903489
- International Standard Name Identifier: 0000 0001 0872 6066
- Library of Congress Control Number: n88075453
- MusicBrainz: 6026d080-ffae-4f9c-95fe-d3dfc9f258eb
- Nationale Bibliotheek van Tsjechië: xx0188529
- Nationale bibliotheek van Australië: 35830340
- Nationale Bibliotheek van Israël: 987007426096005171
- Nationale Bibliotheek van Polen: a0000001708374
- Nederlandse Thesaurus van Auteursnamen: 074334972
- SNAC: w6bt2drs
- Système universitaire de documentation: 06939346X
- Trove: 1106971
- Virtual International Authority File: 14959675
- WorldCat: E39PBJx4hX7bbXcG4wj87QRYfq